# Opatství Dryburgh
Opatství Dryburgh poblíž Dryburghu na břehu řeky Tweed v Scottish Borders bylo nominálně založeno 10. listopadu (Martinmas) 1150 na základě dohody mezi Hughem de Morville, skotským konstáblem, a premonstrátskými kanovníky z opatství Alnwick v Northumberlandu. Příjezd kanovníků a jejich prvního opata Rogera se uskutečnil 13. prosince 1152.
V roce 1322 byl vypálen anglickými vojsky, poté byl obnoven, aby byl v roce 1385 Richardem II. opět vypálen, ale v patnáctém století vzkvétal. Nakonec byl zničen v roce 1544, aby krátce přežil až do skotské reformace, kdy jej skotský král Jakub I. Stuart daroval Johnu Erskinovi, hraběti z Mar. Poprvé byly budovy zařazeny na seznam památek v roce 1917. Od roku 2017 je chráněn jako scheduled monument a okolní krajina je zařazena do soupisu zahrad a krajin ve Skotsku (Inventory of Gardens and Designed Landscapes in Scotland).
David Steuart Erskine, 11. hrabě z Buchanu Hrabě z Buchanu koupil pozemky v roce 1786. V jeho areálu jsou pohřbeni sir Walter Scott a Douglas Haig. Jejich náhrobek a náhrobní kámen jsou spolu s dalšími památníky souhrnně označeny jako památka kategorie A.

## Poloha
Opatství Draburgh se nachází v zátočině řeky Tweed nedaleko Newtownu St Boswells, správního sídla dnešního regionu Scottish Borders v jihovýchodním Skotsku. V okruhu asi 20 kilometrů se nacházejí ruiny kdysi významných klášterů Melrose, Jedburgh a Kelso.

## Historie
Mniši z opatství Alnwick v dnešním anglickém hrabství Northumberland postavili opatství na pozemcích, které vlastnil Hugh de Morville, otec jednoho z vrahů později kanonizovaného Tomáše Becketa.
V roce 1322 ho vypálila vojska anglického krále Eduarda II. při ústupu ze Skotska, ale následně ho obnovil a povýšil Robert I., známý také jako "Robert Bruce". O dobrých 50 let později (1385) byl klášter opět vypálen, ale v 15. století opět vzkvétal. Nakonec byl zničen 4. listopadu 1544, a proto z něj dnes zbyly jen ruiny a hřbitov.
V roce 1786 koupil pozemek David Stuart Erskine, 11. hrabě z Buchanu, který se snažil zachovat zbytky ruin a založil na místě velkou zahradu. Neodolal však pokušení něco vylepšit. Datum "1150" vytesané do kamene a obelisk na jihu opatství jsou tedy od něj, a ne od původních stavitelů. 

## Architektura

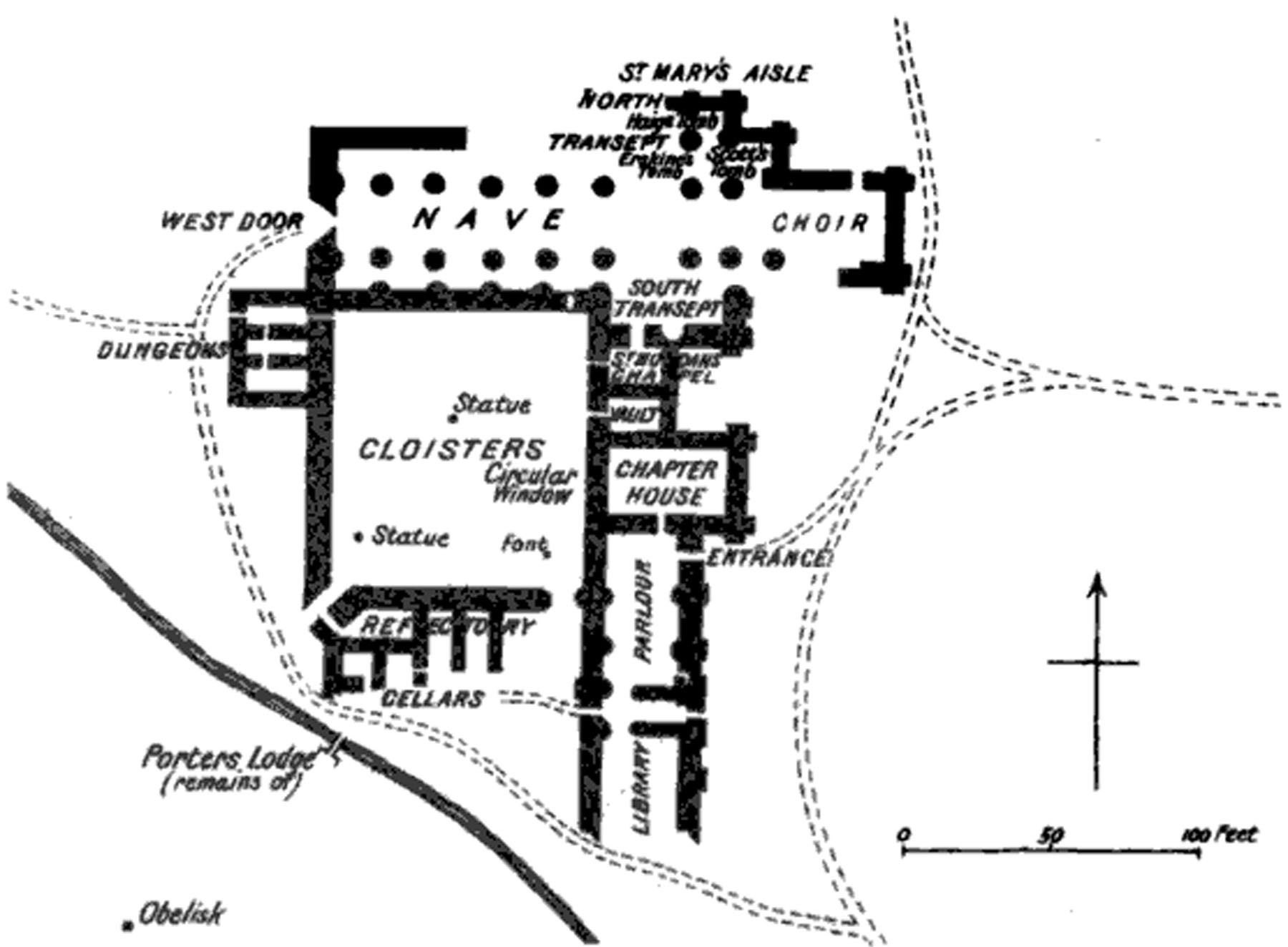
Půdorys opatství Dryburgh

Místo, kde bylo opatství postaveno, je spojováno se svatým Modanem, následovníkem Kolumby z Iony, ačkoli pro to neexistují žádné archeologické důkazy.
Nejprve byl postaven kostel, zejména jeho východní část, kde se nacházel hlavní oltář. Poté byl postaven jižní transept a východní část křížové chodby. Východní dveře kostela a vchod do kapitulní síně jsou typickým příkladem architektury konce 12. století. Poté byl dokončen chór a kaple v severním transeptu - vše ve stylu počátku 13. století.
Nejúplněji se dochovaly hospodářské a klášterní budovy.